# Nymphidium major
Nymphidium major är en fjärilsart som beskrevs av Percy I. Lathy 1932. Nymphidium major ingår i släktet Nymphidium och familjen Riodinidae. Inga underarter finns listade i Catalogue of Life.